# マリア・クリスティーナ・デ・オルレアンス

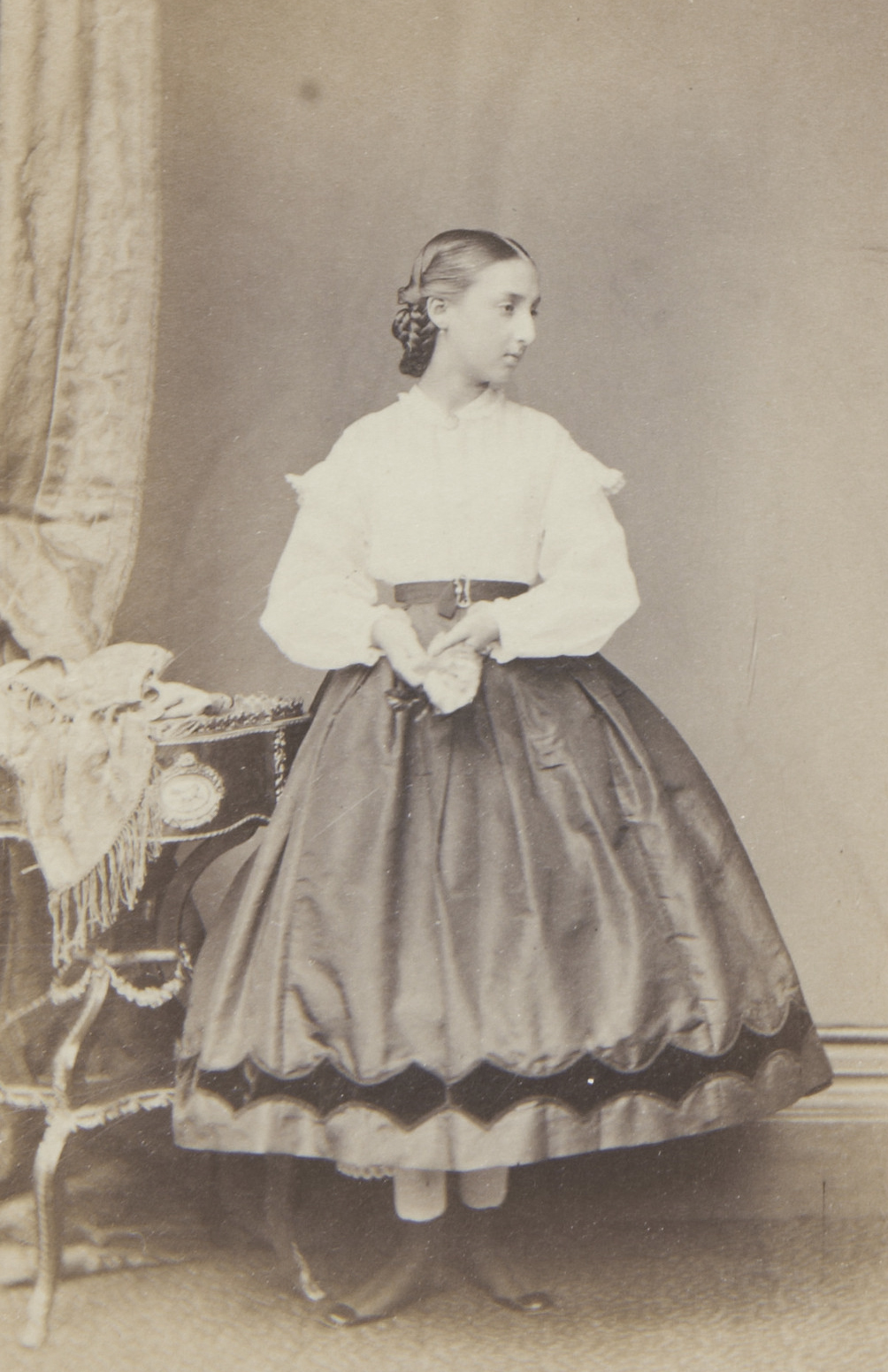
マリア・クリスティーナ王女、1864年頃

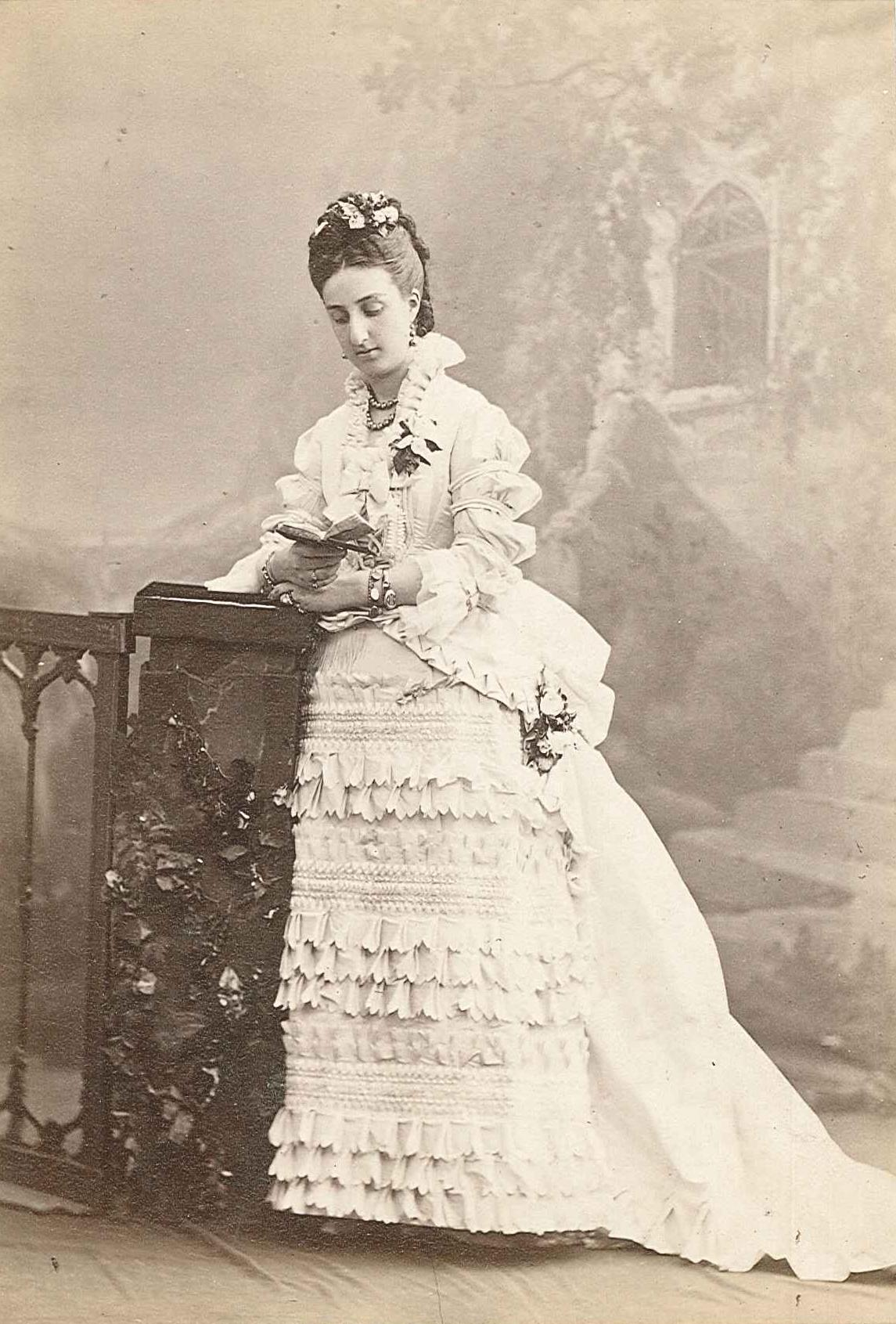
マリア・クリスティーナ王女、1876年

マリア・クリスティーナ・フランシスカ・デ・パウラ・アントニエータ・デ・オルレアンス（María Cristina Francisca de Paula Antonieta de Orleans, 1852年10月29日 - 1879年4月28日）は、スペイン王女（Infanta de España）。フランス王ルイ・フィリップ1世及びスペイン王スペイン王フェルナンド7世の孫娘。

## 生涯
ルイ・フィリップ王の末息子モンパンシエ公アントワーヌと、スペイン王女ルイサ・フェルナンダの間の第3子・三女として、セビーリャのサン・テルモ宮殿で生まれた。大叔父のカディス公フランシスコ・デ・パウラと、母方祖母のマリア・クリスティーナ王太后が洗礼の代父母を務めた。名はこの祖母にちなんで付けられた。彼女ときょうだいたちは、妹夫婦が宮廷革命の錦の御旗に担ぎ上げられることを恐れた伯母のイサベル2世女王の命令によって、両親が住むことを命じられた地方都市セビーリャで育った。ただしきょうだいたちは皆イサベル2世の特旨により、スペイン王子・王女の称号を授けられていた。
1878年1月、8歳年下の妹メルセデスが、イサベル2世の長男のスペイン王アルフォンソ12世と恋愛結婚したことは、イサベル2世と母モンパンシエ公爵夫人の姉妹間の長年のわだかまりを解消しただけでなく、スペイン国民からも大きな歓呼をもって迎えられた。しかし同年6月末、新王妃メルセデスは結婚後数カ月でチフスのため急逝し、スペイン王室は沈痛なムードに包まれた。20歳で寡夫となったアルフォンソ12世は、後継者を得る必要があり、嘆く間もなく周囲から再婚を急き立てられた。そこでさらに数か月後、アルフォンソ12世はメルセデスの姉で未婚者のマリア・クリスティーナを次の妻にと考え、宮廷でもエスコートするようになった。しかしまもなくマリア・クリスティーナは肺結核を患っていたことが判明し、実家のサン・テルモ宮殿で療養するが、1879年4月に26歳で亡くなった。遺骸は王室の慣例に則り、エル・エスコリアル修道院内の王子廟に葬られた。
アルフォンソ12世は1879年11月末、オーストリア大公女マリア・クリスティーナと再婚し、後継者を得ることになる。

## 引用・脚注
1. ↑   Guía de Cádiz, el Puerto de Santa María, San Fernando y el Departamento para el año de 1867. p. 24
2. ↑  Widow of M. Minuesa de los Rios, ed (1877) (スペイン語). Guía oficial de España
3. ↑  Campo, Carlos Robles do (2009). Los Infantes de España tras la derogación de la Ley Sálica (1830). Anales de la Real Academia Matritense de Heráldica y Genealogía. pp. 329–384. ISSN 1133-1240
4. ↑   Acta del nacimiento y presentación de la augusta Princesa que S. A. R. la Serma. Sra. Infanta Doña María Luisa Fernanda ha dado á luz en la ciudad de Sevilla.. Gaceta de Madrid. (November 6, 1852)
5. ↑   Disposiciones con motivo de las ceremonias que se celebren por el próximo parto de la Serma. Sra. Infanta Doña María Luisa Fernanda, Duquesa de Montpensier.. Gaceta de Madrid. (October 6, 1852)
6. ↑   Despacho telegráfico.- S.A.R. la Serma. Sra. Infanta Doña María Luisa Fernanda ha dado á luz á una augusta Infanta.. Gaceta de Madrid. (October 31, 1852)
7. ↑  “María de las Mercedes, la última reina nacida en España”. El País. (2004年5月19日)